# TMG (langage)
Le TMG est un compilateur de compilateur créé par Robert M. McClure et présenté à l'Association for Computing Machinery en 1968,, implémenté par Douglas McIlroy. TMG fonctionnait en particulier sur OS/360 et les premiers systèmes UNIX, et fut utilisé pour créer l'EPL, une version primitive du langage PL/I.
En 1970, Ken Thompson voulut écrire un compilateur de Fortran en TMG sur un PDP-7, mais créa à la place le langage B, précurseur du langage C fortement influencé par le BCPL.